# Besouro-amarelo
O besouro-amarelo, também conhecido como besouro-amarelo-do-eucaliptal, besouro-da-goiabeira e vaquinha-do-algodoeiro (nome científico: Costalimaita ferruginea), é um inseto coleóptero, da família dos crisomelídeos, cuja distribuição se estende da Amazônia à Argentina. A espécie possui relativa importância econômica, pois ataca especialmente o algodoeiro, o eucalipto e diversas árvores frutíferas.